# Јасон и Сосипатер
Свети апостоли Јасон и Сосипатер и девица Керкира су хришћански светитељи. Прва двојица спадају у Седамдесет апостола, а девица Керкира је била ћерка некога цара са острва Крфа. Јасона и Сосипатра спомиње апостол Павле (Рим. 16, 21) и назива их својим рођацима. Јасон је био родом из Тарса као и сам апостол Павле, а Сосипатер из Ахаје. Први је постављен од Павла за епископа Тарсијског а други за епископа Иконијског. Путујући и проповедајући Јеванђеље ова два апостола су стигла и на острво Крф, где су успели да саграде цркву у име светог Стефана првомученика и да придобију неке невернике за цркву. Према хришћанском предању, цар тога острва их је бацио у тамницу, где је било затворено 7 разбојника: Саторније, Јакисхол, Фаустијан, Јануарије, Марсалије, Ефрасије и Мамије. Ову седморицу апостоли су превели у хришћанство. Чувши за то, цар је, према предању, наредио да се та седморица уморе смрћу у врелој смоли. Када је по том цар истјазавао апостоле, кћи његова девица Керкира је гледала са прозора њихове муке, па сазнавши због чега их муче, и сама се огласила хришћанком и раздала сав свое накит сиромасима. Цар се разгневио на своју ћерку, и затворио је у нарочиту тамницу, па пошто није успео да је тиме одврати од Христа, наредио је да запале тамницу. У хришћанској традицији се помиње да је тамница је изгорела, али да је Керкира остала жива. Видећи то чудо многи се народ крстио. Разјарени цар је тада наредио да му кћер привежу за дрво и стрелама је убију. Они који су поверовали у Христа побегли су од цара на оближње острво и скрили се. Цар је пошао лађом да их похвата, међутим лађа је потонула у море и он је погинуо. Нови цар је примио Хришћанство, крстио се и добио име Севастијан. Јасон и Сосипатер су слободно проповедали Јеванђеље и утврђивали Цркву на Крфу до дубоке старости. Преминули су на Крфу.
Српска православна црква слави их 28. априла по црквеном, а 11. маја по грегоријанском календару.